# Bevacizumab
Bevacizumab ist ein humanisierter monoklonaler Antikörper (Subtyp IgG1), der gegen den Gefäßwachstumsfaktor VEGF gerichtet ist und dadurch die Versorgung von Tumoren mit neuen Blutgefäßen unterbindet. In der Europäischen Union ist Bevacizumab zur Behandlung von sechs fortgeschrittenen Krebserkrankungen (Darm-, Lungen-, Brust-, Nieren-, Eierstock- und Gebärmutterhalskrebs) zugelassen. Darüber hinaus wird Bevacizumab off-label in der Augenheilkunde (z. B. bei Aderhautmelanom) eingesetzt.

## Wirkungsweise
Bevacizumab ist ein sogenannter Angiogenesehemmer. Die Angiogenese, die Neubildung von Blutgefäßen im menschlichen Körper, ist für das Fortschreiten zahlreicher Krebserkrankungen von großer Bedeutung und gilt als ein zentrales Angriffsziel der modernen Krebstherapie.
Wie alle anderen Zellen im menschlichen Körper sind auch Krebszellen auf die Versorgung mit Nährstoffen und Sauerstoff angewiesen. Bei kleinen Tumoren erfolgt diese Versorgung über Diffusion. Ab einem Durchmesser von 1–2 mm kann sich der Tumor nur noch über ein eigenes Gefäßsystem ausreichend versorgen. Es kommt zum angiogenen Switch: Der Tumor setzt Wachstumsfaktoren frei, die die Ausbildung von Blutgefäßen in Richtung des Tumors stimulieren. Eine Schlüsselfunktion in diesem Prozess der Tumorangiogenese nimmt der Gefäßwachstumsfaktor VEGF (Vascular Endothelial Growth Factor) ein.
Bevacizumab ist ein Angiogenesehemmer, der zielgerichtet an den Wachstumsfaktor VEGF bindet, so dass dieser nicht mehr an seine Rezeptoren andocken kann und die Wachstumssignale unterbunden werden. Durch diese gezielte Blockade des VEGF bilden sich neu entstandene, aber noch unreife Blutgefäße zurück, und die Bildung neuer Gefäße wird unterbunden. Dadurch wird die Versorgung des Tumors mit Sauerstoff und Nährstoffen gemindert und sein Wachstum gehemmt. Darüber hinaus bewirkt die Therapie mit dem Antikörper eine Normalisierung der Gefäßpermeabilität.

## Indikationen in der Krebstherapie
In der Europäischen Union ist Bevacizumab als Medikament zur Behandlung von sechs Krebserkrankungen im fortgeschrittenen Stadium zugelassen.
| Erkrankung                                                                                       | Zulassung |
| ------------------------------------------------------------------------------------------------ | --- |
| Darmkrebs (Kolorektales Karzinom, CRC)                                                           | bei metastasiertem CRC in Kombination mit einer Fluoropyrimidin-haltigen Chemotherapie (z. B. 5-FU, Capecitabin) |
| Brustkrebs (Mammakarzinom, BC)                                                                   | bei metastasiertem BC in der Erstlinientherapie in Kombination mit Paclitaxel oder: bei metastasiertem BC in der Erstlinientherapie in Kombination mit Capecitabin, falls andere Therapieoptionen, einschließlich mit Taxanen oder Anthracyclinen als ungeeignet angesehen werden |
| Lungenkrebs (Nichtkleinzelliges Bronchialkarzinom, NSCLC)                                        | bei inoperablem lokal fortgeschrittenem, metastasiertem oder rezidivierendem NSCLC (Ausnahme: Plattenepithel-Histologie), in Kombination mit einer Platin-basierten Chemotherapie in Erstlinien- oder folgenden Therapien, bei NSCLC-Patienten mit aktivierender EGFR-Mutation in Kombination mit Erlotinib |
| Nierenkrebs (Nierenzellkarzinom)                                                                 | bei fortgeschrittenem und/oder metastasiertem Nierenzellkarzinomin in der Erstlinientherapie in Kombination mit Interferon alfa-2a |
| Eierstockkrebs (epitheliales Ovarialkarzinom, Eileiterkarzinom oder primäres Peritonealkarzinom) | bei fortgeschrittenem epithelialem Ovarialkarzinom, Eileiterkarzinom oder primärem Peritonealkarzinom in den FIGO-Stadien IIIB, IIIC und IV, in Kombination mit Carboplatin und Paclitaxel oder beim Rezidiv eines epithelialen Ovarialkarzinoms, Eileiterkarzinoms oder primären Peritonealkarzinoms, das auf eine platinhaltige Therapie angesprochen hatte und noch nicht mit VEGF-Inhibitoren behandelt wurde, in Kombination mit Carboplatin und Gemcitabin oder: beim Rezidiv eines epithelialen Ovarialkarzinoms, Eileiterkarzinoms oder primären Peritonealkarzinoms, das auf eine platinhaltige Therapie nicht angesprochen hatte, in Kombination mit Paclitaxel, Topotecan oder pegyliertem liposomalen Doxorubicin |
| Gebärmutterhalskrebs (Zervixkarzinom (CC))                                                       | bei persistierendem, rezidivierendem oder metastasiertem CC in Kombination mit Paclitaxel und Cisplatin – oder alternativ bei Patienten, die keine platinhaltige Therapie erhalten können, mit Paclitaxel und Topotecan |

### Darmkrebs
Seit 2005 in Kombination mit allen Fluoropyrimidin-basierten Chemotherapien zur Behandlung von Patienten mit metastasiertem Darmkrebs (kolorektales oder Rectumkarzinom) zugelassen. Klinische Studien belegen, dass die zusätzliche Behandlung mit Bevacizumab den Patienten sowohl in der Erst- als auch der Zweitlinientherapie  einen statistisch signifikanten Überlebensvorteil von vier beziehungsweise zwei Monaten bietet.

### Lungenkrebs
Seit 2007 zur Erstlinientherapie von inoperablem, fortgeschrittenem, metastasiertem oder rezidiviertem Lungenkrebs (nicht-kleinzelliges Bronchialkarzinom NSCLC, außer Plattenepithel-Karzinom) in Kombination mit platinhaltigen Chemotherapeutika. In der amerikanischen Zulassungsstudie verlängerte Bevacizumab das mittlere Gesamtüberleben der Patienten erstmals auf mehr als ein Jahr. In den gemeinsamen Leitlinien der Deutschen Gesellschaft für Pneumologie und Beatmungsmedizin und der Deutschen Krebsgesellschaft wird die Gabe des Angiogenesehemmers bei Patienten im Stadium IIIB/IV empfohlen (Empfehlungsgrad B).
Im Jahr 2014 wurde eine wissenschaftliche Studie veröffentlicht, in der Patienten mit NSCLC, die Mutationen im Gen EGFR (Epithelialer Wachstumsfaktor-Rezeptor) aufwiesen, entweder mit Erlotinib (die bisherige Standardbehandlung für diese Patientengruppe), oder mit Erlotinib in Kombination mit Bevacizumab behandelt wurden. Die zweitgenannte Patientengruppe wies ein deutlich verbessertes progressionsfreies Überleben auf (16,0 Monate gegenüber 9,7 Monaten). Am 8. Juni 2016 erhielt das Medikament daraufhin die Zulassung zur Erstlinientherapie von Bronchialkarzinompatienten mit EGFR-Mutationen in Kombination mit Erlotinib.

### Brustkrebs
Seit 2007 ist Bevacizumab in Kombination mit Paclitaxel für die Erstlinientherapie von Patienten mit metastasiertem HER2-negativen Brustkrebs (Mammakarzinom) zugelassen. Seit 2011 ist Bevacizumab zusätzlich auch in der Kombination mit dem oralen Fluoropyrimidin Capecitabin für Patienten, bei denen eine Behandlung mit anderen Chemotherapie-Optionen, einschließlich Taxanen oder Anthracyclinen, als nicht geeignet angesehen wird. Patienten, die innerhalb der letzten 12 Monate Taxan- und Anthracyclin-haltige Therapieregime im Rahmen der adjuvanten Behandlung erhalten haben, sollten nicht mit Bevacizumab in Kombination mit Capecitabin therapiert werden. In beiden Kombinationen bewirkt die zusätzliche Behandlung mit Bevacizumab im Vergleich zur alleinigen Chemotherapie eine statistisch signifikante Verlängerung des progressionsfreien Überlebens. In den Therapieleitlinien der Arbeitsgemeinschaft für Gynäkologische Onkologie (AGO) wird Bevacizumab in Kombination mit Paclitaxel oder Capecitabin als eine von mehreren empfohlenen Therapieoptionen (+) bei der Therapie des metastasieren HER2-negativen Mammakarzinoms aufgeführt, wobei abhängig von der individuellen Situation des Patienten auch andere Therapieoptionen mit gleichem (+) oder höheren Empfehlungsgrad (++) zur Verfügung stehen.

### Nierenzellkrebs
Seit Ende 2007 in Kombination mit Interferon alfa-2a zur Erstlinientherapie bei fortgeschrittenem oder metastasiertem Nierenzellkarzinom. In der Zulassungsstudie bewirkte die Kombination mit dem Angiogenesehemmer gegenüber der Interferon-Monotherapie nahezu eine Verdoppelung des progressionsfreien Überlebens. In den aktuellen Leitlinien der europäischen Gesellschaft für Urologie (EAU) wird die Kombinationstherapie für Patienten mit fortgeschrittenem Nierenkrebs und einem niedrigen bis mittleren Risiko empfohlen.

### Eierstockkrebs
Seit Ende 2011 in Kombination mit Carboplatin plus Paclitaxel für die Erstlinientherapie von Frauen mit fortgeschrittenem Eierstockkrebs (Ovarialkarzinom) in den FIGO-Stadien IIIB-IV zugelassen. In der Zulassungsstudie bewirkte die Kombination von Antikörper plus Chemotherapie mit anschließender Bevacizumab-Monotherapie eine statistisch signifikante Verlängerung des progressionsfreien Überlebens.

## Studienlage
Mit über 40.000 Patienten hat Bevacizumab das mit Abstand umfassendste Entwicklungsprogramm in der Onkologie. Insgesamt wurden mit dem Angiogenesehemmer mehr als 1000 Studien bei rund 50 verschiedenen Krebserkrankungen durchgeführt und weltweit über eine Million Patienten behandelt. Aktuell wird die Wirksamkeit von Bevacizumab unter anderem in umfassenden Studien zur adjuvanten Therapie bei Lungen- und Brustkrebs, zur Rezidivtherapie beim Eierstockkrebs und zur Behandlung des neu diagnostizierten Glioblastoms untersucht. Im Mai 2009 erfolgte die beschleunigte FDA-Zulassung von Bevacizumab (i.v.) als Monopräparat zur Behandlung von fortgeschrittenem Glioblastom bei Patienten, die sich vorher einer Strahlentherapie und einer Chemotherapie mit Temozolomid unterzogen haben. Die am häufigsten beobachteten Nebenwirkungen waren Infektionen, Müdigkeit, Kopfweh, erhöhter Blutdruck, Nasenbluten (Epistaxis) und Durchfall (Diarrhoe). Bevacizumab verlängert bei Patienten mit Glioblastom das progressionsfreie Überleben, hat aber keinen Einfluss auf das Gesamtüberleben.
Ein Off-Label-Use ist die Anwendung von Bevacizumab bei strahlenbedingter Hirnnekrose, einer seltenen möglichen Spätfolge von Bestrahlungen am Hirn oder im Kopf-Hals-Bereich.
Unumstritten ist die Verwendung von Bevacizumab jedoch nicht. Ende 2011 entzog die US-Arzneibehörde FDA dem Medikament die Zulassung zur Behandlung von metastasiertem Brustkrebs. Laut FDA können lebensbedrohliche Nebenwirkungen auftreten, ohne dass es Belege für eine Verlängerung der Lebenszeit oder -qualität gibt. Andere Krebsarten durften weiterhin damit behandelt werden. Darauf folgende Studien bestätigen die Entscheidung der FDA. Ähnlich äußerte sich ebenfalls das britische NICE. Das Institut bemängelte Wirksamkeit sowie Behandlungskosten. Roche, die Herstellerfirma von Avastin, hat mittlerweile neue Phase-III-Studien angekündigt.

## Nebenwirkungen
Das Sicherheitsprofil von Bevacizumab basiert auf den Daten von rund 5700 Patienten mit verschiedenen Krebserkrankungen, die im Rahmen klinischer Studien meist mit Bevacizumab in Kombination mit einer Chemotherapie behandelt wurden.
Sehr häufige Nebenwirkungen, teilweise schwerwiegend, unter Bevacizumab waren unter anderen:
- Hypertonie (Bluthochdruck)
- Fatigue (Erschöpfung, Müdigkeit)
- Diarrhö (Durchfall) und Bauchschmerzen
- Eiweißausscheidungen im Urin (Proteinurie)
- Wundheilungsstörungen

## Augenheilkunde
Bevacizumab wird (off-label) in der Augenheilkunde  bei der feuchten Form der altersabhängigen Makuladegeneration (AMD), bei retinalem Venenverschluss und bei diabetischer Retinopathie angewendet. Für die Behandlung dieser Erkrankungen steht mit Ranibizumab eine hierfür speziell zugelassene Therapieoption zur Verfügung. Gegenüber dem teureren Ranibizumab (Lucentis) ist Bevacizumab (Avastin) gleich wirksam und zeigt kein erhöhtes Risiko für Todesfälle oder schweren Nebenwirkungen. Dies ist das Ergebnis von neun ausgewerteten Studien, bei der die Sicherheit beider Wirkstoffe verglichen wurde. Für diese Anwendung steht es seit 2013 auf der Liste der unentbehrlichen Arzneimittel der WHO. Neuere statistische Erhebungen mit ausreichender Power zeigen jedoch ganz andere Ergebnisse. Heute besteht kein Zweifel daran, dass Patienten, denen Bevacizumab intravitreal injiziert wurde, an den Folgen der Behandlung starben. Das Sterberisiko ist besonders hoch, wenn bei den Patienten vor der intravitrealen Bevacizumab-Behandlung ein kardiovaskuläres oder zerebrovaskuläres Ereignis aufgetreten ist. In den Jahren zwischen 2006 und 2014 wurden Gruppen mit höherem und niedrigerem Risiko für thrombotische Angiopathie vor intravitrealen Injektionen von Bevacizumab nicht definiert, sondern dieses wurde erst viel später empfohlen. In den Statistiken sind Patienten, bei denen möglicherweise Herzinfarkte oder Schlaganfälle durch die intravitrealen Injektionen von Bevacizumab ausgelöst und überlebt wurden, nicht erfasst.
Nach Glaukomoperationen (d. h. der Trabekulektomie) wird Bevacizumab verabreicht, um die Gefäßbildung zu dämpfen und damit einer Abkapselung des Sickerkissens entgegenzuwirken. Dazu wird Bevacizumab von Klinikapotheken als Augentropfen zur Verfügung gestellt.
Im Jahr 2024 wurde Bevacizumab 2024 als Lytenava (Outlook Therapeutics Limited) in der EU für die Behandlung der altersabhängigen Makuladegeneration zugelassen.

## Handelsnamen

### Onkologie
Das Originalpräparat Avastin wird in der EU seit 2005 durch den Hersteller Roche vertrieben. Seit dem Ablauf des Patentschutzes im Sommer 2020 ist Bevacizumab auch als Biosimilar von verschiedenen anderen Herstellern zugelassen. 
In der EU sind dies mit Stand August 2024 die Präparate 
Abevmy (Mylan, 2021), 
Alymsys (Mabxience Research, 2021), 
Aybintio (Samsung Bioepis, 2020), 
Avzivi (2024),
Mvasi (Amgen, 2018), 
Onbevzi (Samsung Bioepis, 2021), 
Oyavas (Stada, 2021),
Vegzelma (Celltrion Healthcare Hungary, 2022) und 
Zirabev (Pfizer, 2019).
MSD nahm sein Biosimilar Lextemy 2021 in der EU vom Markt, ebenso Centus sein Präparat Equidacent.

### Ophthalmologie
Lytenava (Outlook Therapeutics Limited)